# UFC Fight Night: Felder vs. dos Anjos
UFC Fight Night: Felder vs. dos Anjos (también conocido como UFC Fight Night 182, UFC on ESPN+ 40 y UFC Vegas 14) fue un evento de artes marciales mixtas producido por Ultimate Fighting Championship que tuvo lugar el 14 de noviembre de 2020 en las instalaciones del UFC Apex en Enterprise, Nevada, parte del área metropolitana de Las Vegas, Estados Unidos.

## Antecedentes
Se esperaba un combate de Peso Ligero entre el ex Campeón de Peso Ligero de la UFC Rafael dos Anjos e Islam Makhachev en UFC 254. Sin embargo, dos Anjos dio positivo por COVID-19 el 8 de octubre y fue retirado del combate. El emparejamiento se dejó intacto y se reprogramó para encabezar este evento. A su vez, el 8 de noviembre se informó de que Makhachev se vio obligado a retirarse del evento debido a una infección por estafilococos. Paul Felder fue anunciado como su sustituto un día después.
El combate de Peso Medio entre Saparbek Safarov y Julian Marquez estaba programado inicialmente para el 29 de agosto en UFC Fight Night: Smith vs. Rakić. Sin embargo, Safarov se enfrentó a restricciones de viaje relacionadas con la pandemia de COVID-19 y el combate se trasladó a este evento. A su vez, Safarov se retiró por problemas de corte de peso un día antes del evento y el emparejamiento se canceló de nuevo.
En este evento se esperaba un combate de Peso Medio entre Andreas Michailidis y Antônio Arroyo. Sin embargo, Michailidis se retiró el 23 de octubre por razones no reveladas y fue sustituido por Eryk Anders.
Se esperaba que Gabriel Benítez se enfrentara a Justin Jaynes en un combate de Peso Pluma en el evento. Sin embargo, Benítez se retiró el 27 de octubre debido a que dio positivo por COVID-19 y el combate fue cancelado. A partir de ahora, la promoción planea volver a reservar el combate para una fecha posterior que no se ha determinado.
Se esperaba un combate femenino de Peso Paja entre las ex Campeonas de Peso Paja de Invicta FC Lívia Renata Souza y Kanako Murata. Sin embargo, Souza se retiró a principios de noviembre debido a una lesión no revelada y fue sustituida por Randa Markos.
En este evento se esperaba brevemente un combate de Peso Mosca entre Jeff Molina y Zarrukh Adashev, pero finalmente fue reprogramado para UFC Fight Night: Blaydes vs. Lewis.
Se esperaba que Bryan Barberena se enfrentara a Daniel Rodriguez en un combate de Peso Wélter en este evento. Sin embargo, Barberena fue sometido a una laparotomía de urgencia una semana antes del evento debido a una "hemorragia interna por la rotura de un par de arterias en el epiplón" y quedó apartado indefinidamente. Rodriguez volvió a ser convocado para enfrentarse a Nicolas Dalby una semana después en UFC 255.
En el pesaje, Abdul Razak Alhassan, Anders y Louis Smolka no alcanzaron el peso para sus respectivos combates. Alhassan pesó 172.5 libras, una libra y media por encima del límite de combate del Peso Wélter. Anders pesó 187.5 libras, una libra y media por encima del límite de Peso Medio para la pelea sin título. Smolka pesó 139 libras, tres libras por encima del límite de Peso Gallo. Todos sus combates fueron programados en el peso de captura y cada uno de ellos fue multado con el 20% de sus bolsas individuales, que fueron a parar a sus oponentes Khaos Williams, Antônio Arroyo y José Alberto Quiñónez, respectivamente. Sin embargo, tanto Anders como Smolka se retiraron al día siguiente como consecuencia de sus cortes de peso. A su vez, estos dos últimos combates contra Arroyo y Quiñónez fueron cancelados.

## Premios de bonificación
Los siguientes luchadores recibieron bonificaciones de $50000 dólares.
- Pelea de la Noche: Rafael dos Anjos vs. Paul Felder
- Actuación de la Noche: Khaos Williams y Sean Strickland